# Аль-Каида на Аравийском полуострове
Организация Аль-Каида на Аравийском полуострове или сокращённо АКАП (араб. القاعدة في جزيرة العرب‎, англ. Al-Qaeda in the Arabian Peninsula, AQAP) — фундаменталистская исламская вооружённая группировка террористов, одна из основных действующих сил в конфликте в Йемене. Базируется в Йемене, совершая акции в Саудовской Аравии. Ей принадлежит выпускаемый от имени Аль-Каиды журнал Inspire.
Основана в январе 2009 года при слиянии салафитских подпольных групп в Йемене и Саудовской Аравии. Поскольку саудовские группы были уничтожены спецслужбами королевства, Аль-Каида перенесла свою активность на пограничные районы Йемена. В группе предположительно состоят несколько тысяч членов.
Взяла на себя ответственность за неудавшийся теракт Абдулмуталлаба 25.12.2009 на рейсе 253 Northwest Airlines.

Положение в Йемене 7 июля 2011 года

Положение в Йемене 23 октября 2011 года

- 10 января 2010 года — Президент Йемена Али Абдалла Салех заявил в воскресенье, 10 января 2010 года, что он открыт к диалогу с международной террористической сетью «Аль-Каида» с тем, чтобы убедить боевиков группировки сложить оружие и отказаться от насилия. Как известно, в прошлом йеменские власти осуществляли сделки с террористами и освобождали заключённых боевиков из тюрем в обмен на обещание не заниматься террористической деятельностью, и многие из освобожденных вернулись к террору[5]. Президент Йемена подчеркнул, что службы безопасности страны продолжат выслеживать боевиков «Аль-Каиды» и бороться с террором, однако «дверь для переговоров открыта». «Диалог — это наилучший путь, даже в отношении „Аль-Каиды“, если они (боевики) сложат оружие», — заявил Али Абдалла Салех в интервью телеканалу Abu Dhabi TV[5]. Как известно, за последние годы влияние «Аль-Каиды» на территории Йемена, ослабленного многочисленными войнами и кризисом, существенно возросло. В горных районах страны нашли убежище сотни боевиков, как йеменцев, так и иностранцев[5]. На прошлой неделе Франция, Великобритания и США закрыли свои дипломатические представительства в Йемене после того, как на одном из сайтов «Аль-Каиды» был опубликован призыв к убийству «всех крестоносцев», которые работают на территории Аравийского полуострова «в посольствах и других местах»[5].

В октябре 2010 года организация планировала отравить продукты питания рицином и цианидом в многочисленных отелях и ресторанах США за одни выходные, поместив картридж с ядом на грузовые самолеты с продуктами питания. Операция получила название "Hemorrhage" ("Кровоизлияние", "Кровотечение"), ее суть заключалась в том, чтобы “атаковать врага поэтапно и пошатнуть и так неустойчивую американскую экономику”.
В 2011 году, с началом Арабской весны в Йемене, АКАП («Аль-Каида» на Аравийском полуострове) сильно активизировалась и стала одной из самых сильных сторон в революции в Йемене. Значительную часть её вооружённых сил составили абьянские формирования известного джихадиста-антикоммуниста Тарика аль-Фадли.
Новый президент Йемена Абд-Раббу Мансур Хади заявил, что намерен сосредоточиться на борьбе с международной террористической сетью «Аль-Каида», которая имеет в Йемене большое влияние. «Это патриотическая и религиозная обязанность — продолжать битву с „Аль-Каидой“. Если мы не обеспечим безопасность, то ситуация может вылиться в хаос», — заявил Хади.
С 2014 года ведёт бои с группировкой ИГ в Йемене.